# 造甲城镇
造甲城镇是中国天津市宁河区下辖的一个镇。区域面积105.07平方千米。

## 行政区划
造甲城镇下辖造甲城村、大王台村、冯家台村、付家台村、东小王台村、西小王台村、田辛庄村、赵温庄村。
1. ↑  . www.stats.gov.cn.   [2024-05-10]. （原始内容存档于2024-05-09）.